# Paul Flora

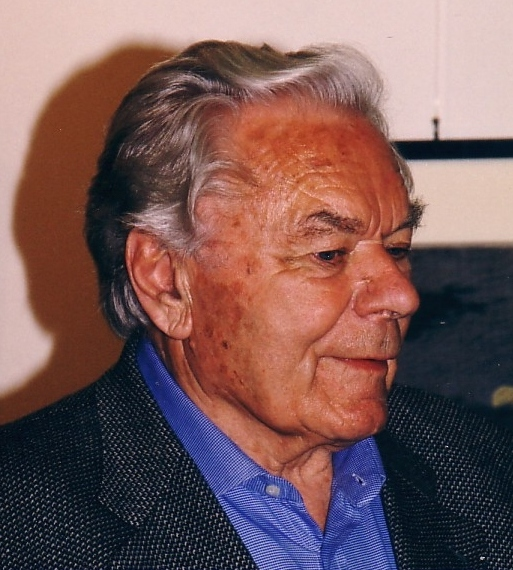
Paul Flora (2001)

Paul Flora (Glurns (Italië), 29 juni 1922 – Innsbruck, 15 mei 2009) was een Oostenrijks tekenaar, karikaturist, graficus en illustrator.
Glora was afkomstig uit het Italiaans geworden Zuid-Tirol en verhuisde met zijn familie in 1927 naar het Oostenrijks gebleven Noord-Tirol. Hij volgde les aan de academie van München en studeerde er onder meer bij Olaf Gulbransson.
Als tekenaar was Flora vooral bekend om zijn arceertechniek met de tekenpen. Later maakte hij ook aquarellen en tekeningen in (kleur)potlood. Hij was cartoonist voor Die Zeit tussen 1957 en 1971. Zijn tekeningen verschenen ook in The Times en The Observer. Flora was verder boekillustrator en werkte daarvoor samen met "Diogenes Verlag" in Zürich. Ten slotte was hij ook vormgever en ontwierp hij postzegels voor Oostenrijk en Liechtenstein.

## Werken
- 1947: Der Mensch denkt
- 1947: Herr Huber im wilden Westen
- 1953: Flora's Fauna (eerste boek bij Diogenes Verlag in Zürich)
- 1955: Das Musenross
- 1957: Das Schlachtross von Erich Kästner, Menschen und andere Tiere
- 1958: Trauerflora (met voorwoord van Friedrich Dürrenmatt)
- 1959: Vivat Vamp (met voorwoord van Gregor von Rezzori)
- 1961: Der Zahn der Zeit, Ein Schloß für ein Zierhuhn
- 1964: Ach du liebe Zeit II, Floras Taschenfauna, Die Männchen und die Fräuchen
- 1966: Königsdramen (met voorwoord van Ernst Schröder)
- 1968: Veduten und Figuren (met voorwoord van Friedrich Dürrenmatt)
- 1969: Der gebildete Gartenzwerg und Zeitvertreib
- 1970: Die verwurzelten Tiroler und ihre bösen Feinde.
- 1971: Premiere, Als der Großvater auf die Großmutter schoß
- 1972: Auf in den Kampf, Der bürgerliche Wüstling
- 1975: Hungerburger Elegien
- 1977: Penthouse, Von (A)uto bis (Z)entauren Glanz und Elend der Eisenbahn
- 1978: Abenteurer
- 1979: Der blasse Busenfreund, Frühe Zeichnungen, Fauna
- 1980: Theater
- 1981: Vergebliche Worte
- 1982: Nocturnos, Winzige Werke, Venezia
- 1983: Variationen zu Wagner, Brotlose Berufe, Die Turnübungen der Älpler, Panoptikum
- 2002: Ein Florilegium